# Campeonato Roraimense 2010
In 2010 werd het 51ste Campeonato Roraimense gespeeld voor voetbalclubs uit Braziliaanse staat Roraima. De competitie werd georganiseerd door de FRF en werd gespeeld van 6 maart tot 24 april. Er waren twee fases, omdat Baré beide fases won was een finale niet nodig.

## Eerste fase

### Groep A
| Plaats | Club         | Wed. | W | G | V | Saldo | Ptn. |
| ------ | ------------ | ---- | - | - | - | ----- | ---- |
| 1.     | Náutico      | 2    | 2 | 0 | 0 | 7:0   | 6    |
| 2.     | São Raimundo | 2    | 1 | 0 | 1 | 3:1   | 3    |
| 3.     | GAS          | 2    | 0 | 0 | 2 | 0:9   | 0    |

|  | Geplaatst voor finale eerste fase |

### Groep B
| Plaats | Club      | Wed. | W | G | V | Saldo | Ptn. |
| ------ | --------- | ---- | - | - | - | ----- | ---- |
| 1.     | Baré      | 2    | 1 | 1 | 0 | 4:0   | 4    |
| 2.     | Roraima   | 2    | 1 | 1 | 0 | 3:2   | 4    |
| 3.     | Rio Negro | 2    | 0 | 0 | 2 | 2:7   | 0    |

|  | Geplaatst voor finale eerste fase |

### Finale
|               |         |       |                        |                     |
| 23 mei Finale | Náutico | 1 – 2 | Baré                   | Ribeirão, Boa Vista |
| 23 mei Finale | Roney   |       | Evandro Carlos Alberto | Ribeirão, Boa Vista |

## Tweede fase

### Groep A
| Plaats | Club         | Wed. | W | G | V | Saldo | Ptn. |
| ------ | ------------ | ---- | - | - | - | ----- | ---- |
| 1.     | GAS          | 2    | 1 | 1 | 0 | 5:2   | 4    |
| 2.     | Rio Negro    | 2    | 1 | 0 | 1 | 6:6   | 3    |
| 3.     | São Raimundo | 2    | 0 | 1 | 1 | 3:6   | 1    |

|  | Geplaatst voor finale tweede fase |

### Groep B
| Plaats | Club    | Wed. | W | G | V | Saldo | Ptn. |
| ------ | ------- | ---- | - | - | - | ----- | ---- |
| 1.     | Baré    | 2    | 2 | 0 | 0 | 8:3   | 6    |
| 2.     | Náutico | 2    | 1 | 0 | 1 | 7:7   | 3    |
| 3.     | Roraima | 2    | 0 | 0 | 2 | 2:7   | 0    |

|  | Geplaatst voor finale tweede fase |

### Finale
|               |             |       |                                           |                     |
| 23 mei Finale | GAS         | 1 – 4 | Baré                                      | Ribeirão, Boa Vista |
| 23 mei Finale | Jackson 63' |       | 12', 21', 45' Carlos Alberto 67' Neguinho | Ribeirão, Boa Vista |

### Kampioen
| Campeonato Roraimense de 2010 |
| Roraima                       |
| ----------------------------- |
| BARÉ Kampioen (18° titel)     |